# Leucopholis castelnaui
Leucopholis castelnaui är en skalbaggsart som beskrevs av Brenske 1896. Leucopholis castelnaui ingår i släktet Leucopholis och familjen Melolonthidae. Inga underarter finns listade i Catalogue of Life.